# Palaeoloxodon falconeri
Palaeoloxodon falconeri (лат.), или сицилийский карликовый слон — вымерший сицилийско-мальтийский вид карликовых слонов рода палеолоксодонов, обитавший в среднем плейстоцене (от 700 тыс. до 400 тыс. лет назад). Самый мелкий известный науке ископаемый вид слонов, его слонята были размером с небольшую собаку. В 1867 году Джордж Буск описал вид как Elephas falconeri, исследовав самые мелкие моляры, отобранные из материала, первоначально отнесённого Хью Фалконером к виду Elephas melitensis. Видовое название дано в честь шотландского ботаника, палеонтолога и геолога Хью Фальконера. Этот островной слон является примером островной карликовости и его размеры, постепенно уменьшаясь в ходе эволюции, в итоге достигли: взрослые самцы — роста до 1 м в холке и веса менее 300 кг, самки — до 80 см в холке и веса до 165 кг.  Предки этого слона, скорее всего, достигли средиземноморских островов во время снижения уровня мирового океана, в ледниковый период. В пещере Spinagallo на о. Сицилия, в ходе раскопок найдены ископаемые остатки примерно 124 особей.
Вид отнесён к роду палеолоксодонов в соответствии с преобладающим мнением, что средиземноморские эндемичные островные карликовые слоны, за исключением сардинских Mammuthus lamarmorae и критских Mammuthus creticus, скорее всего, происходят от основателя популяций, крупногабаритного материкового вида Palaeoloxodon antiquus, что подтверждается морфологическими признаками (Shoshani and Tassy, 2005; Shoshani et al., 2007; Ferretti, 2008; Herridge, 2010).
Исследование митохондриальной ДНК другого, более позднего вида сицилийского карликового слона (Palaeoloxodon mnaidriensis) из пещеры Пунтали (Grotta Puntali), вымершего около 19 000 лет назад, в разгар последнего ледникового максимума, показало, что его предки стали уменьшаться буквально с каждым поколением — за поколение они теряли по 200 кг в весе и по 4 см в росте, что было вызвано отсутствием хищников на острове и ограниченностью пищевых ресурсов. Им потребовалось 350 тысяч лет, чтобы уменьшиться в размерах до 1,8 метра и веса 1100 кг, что составило 10% от веса его предка (Palaeoloxodon antiquus), вероятно, колонизировавшего остров несколько раз между 700 и 200 тыс. лет назад.
Средний вес более мелкого и древнего вида Palaeoloxodon falconeri (вес взрослой особи около 200 кг) составлял всего 2 % от веса того же предполагаемого предка — прямобивневого лесного слона, вес которого мог превышать 11,5 тонн.
- Palaeoloxodon falconeri
- Самец, 1 м в холке